# Ecatzingo de Hidalgo
Ecatzingo de Hidalgo es una localidad mexicana, cabecera municipal de Ecatzingo, uno de los municipios del Estado de México, en México. Es una comunidad urbana y la más poblada del municipio, según el censo del 2010 tiene una población total de 7058 habitantes.

## Toponimia
El antiguo nombre de Ecatzingo de Hidalgo, es Ehecatzingo, topónimo de origen náhuatl en donde se fundó la actual población y significa Lugar en honorable viento o Lugar de Ehecatl.

## Historia
La población fue afectada por el terremoto del 19 de septiembre de 2017, dejando numerosas viviendas y edificaciones destruidas y con graves afectaciones.